# حي الحافة القديمة (صنعاء)

تعديل مصدري - تعديل

حي الحافة القديمة أحد أحياء مديرية شعوب في مدينة صنعاء اليمنية، بلغ عدد سكانه 1308 نسمة حسب التعداد السكاني في اليمن لعام 2004.

## الحارات
يقسم الحي لحارة واحدة بنفس إسمه.